# Geoff Lees
Geoffrey T. "Geoff" Lees, född 1 maj 1951 i Atherstone i England, är en brittisk racerförare.

## Racingkarriär
Lees körde några formel 1-lopp i slutet av 1970-talet och början av 1980-talet. Hans bästa resultat var en sjundeplats i en Tyrrell-Ford i Tyskland 1979. 
Hans största racingframgång var dock vinsten i det europeiska formel 2-mästerskapet i en Ralt-Honda 1981. 
Efter sin F1-karriär inledde Lees en framgångsrik sportvagnsracingkarriär hos Toyota i Japan.

## F1-karriär
| Säsong | Stall/Tillverkare                           | Poäng | Placering |
| ------ | ------------------------------------------- | ----- | --------- |
| 1978   | Mario Deliotti Racing (Ensign-Ford)         | 0     | –         |
| 1979   | Tyrrell-Ford                                | 0     | –         |
| 1980   | Shadow-Ford Ensign-Ford RAM (Williams-Ford) | 0     | –         |
| 1982   | Theodore-Ford Lotus-Ford                    | 0     | –         |